# 이라크의 종교
이라크의 종교는 고대 메소포타미아 그 중에서도 기원전 3500년과 서기 400년경 사이 수메르, 아카드 제국, 아시리아, 바빌로니아 때로 거슬러 올라가며, 이 시기 이후로 시리아 기독교 그 뒤로는 이슬람교가 우세를 차지하였다.
이라크의 종교 (2019년 CIA 월드팩트북)
인구 조사는 1987년 이래로 시행되지 않고 있다. 2020년대, 이라크는 시아파와 수니파로 종파가 분리되어 있는 이슬람교도의 수가 압도적이다. 이라크 인구의 대략 95%에서 98%가 이슬람교인이며, 시아파 교인들이 조금 더 많다. 인구의 나머지는 기독교, 야지디교, 만다야교, 야르산교를 따른다.

## 역사

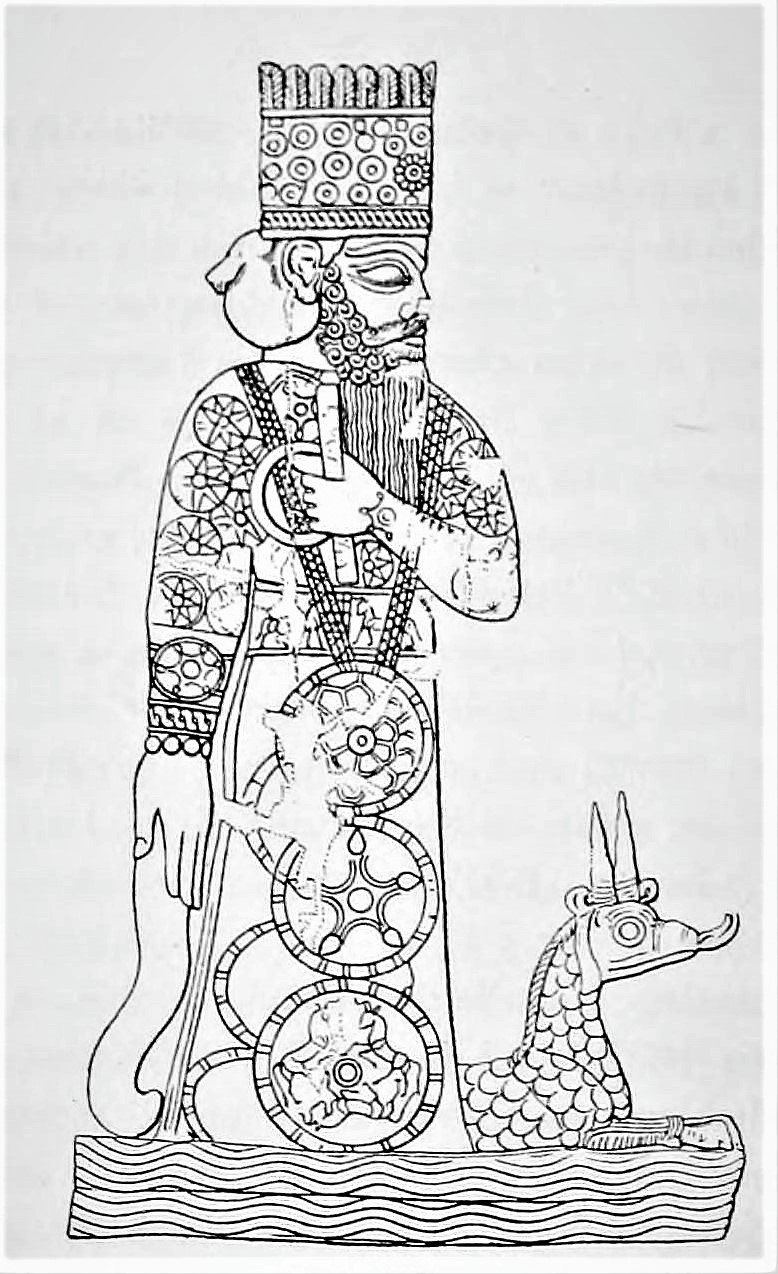
신 마르두크와 그의 용 무슈슈

전반적인 메소포타미아의 종교와 문화 발전에 있어서, 그 중에서 특히 남부 지역은 그 지역으로 향하고 그 지역을 거쳐간 다양한 민족들의 움직임에 특별한 영향을 받지 않았다. 오히려, 메소포타미아 종교는 변함이 없었고 수천 년에 걸친 발전이 이뤄지는 가운데 신자들의 내부 요구에 적응했다.
수메르의 문화와 신격 그리고 아카드의 문화 및 신격 간에 혼합주의가 커져갔고, 아카드인들이 일반적으로 적은 신들을 숭배하면서도 이들에게 더 많은 권한을 부여하는 것을 선호하였다. 기원전 2335년경, 아카드의 사르곤이 메소포타미아 전역을 정복하며 그곳의 거주민들을 인류 최초의 제국으로 통합시켜내고 고대 이란, 레반트, 아나톨리아, 가나안, 아라비아반도 등으로 지배력을 투사하였다. 아카드 제국은 경제 쇠퇴, 내부 투쟁, 구티족의 북동부 침입 등으로 붕괴하기 전까지 두 세기간 번성했다.

### 현대
'Global Index of Religiosity and Atheism'(종교성과 무신론에 대한 글로벌 지수)은 이라크를 2012년 기준 무신론 비율이 가장 낮은 여섯 국가 중 한 곳으로 선정했다. 6년 뒤, 종교인들이 권력을 갖게 되는 가운데, 종교성의 물결이 옅어지는 등 상황이 빠르게 변화하였다. 이라크 사상가 Izzat Shahbandar에 따르면, 이 결과는 이라크의 정치 계층들이 권력을 쥐게 된 다음에 나온 것이며, 종파주의와 정부 부패에서 이들의 역할, 그리고 자신들의 아젠다를 퍼트리기 위해 텔레비전 프로그램을 차지하고 있는 데서 기인한다고 보았다. 무신론과 불가지론자의 확산은 주기적으로 변동하는 여론을 변화를 나타낸다.

## 이슬람교
이라크의 이슬람교도들은 시아파와 수니파 등 두 가지 다른 종파를 따른다. CIA 월드 팩트북에 따르면, 이라크는 이슬람교인이 대략95%에서 98%이고, 대략 61-64%가 시아파 29–34%가 수니파이다. 퓨 연구센터가 실시한 2011년 조사에 따르면, 이슬람교인 중 51%는 시아파로 42%는 수니파로 인식한다고 하였디. 이라크는 시아파와 수니파 두 이슬람 교파 모두에 중요한 종교적 장소들이 많이 위치한 곳이다.

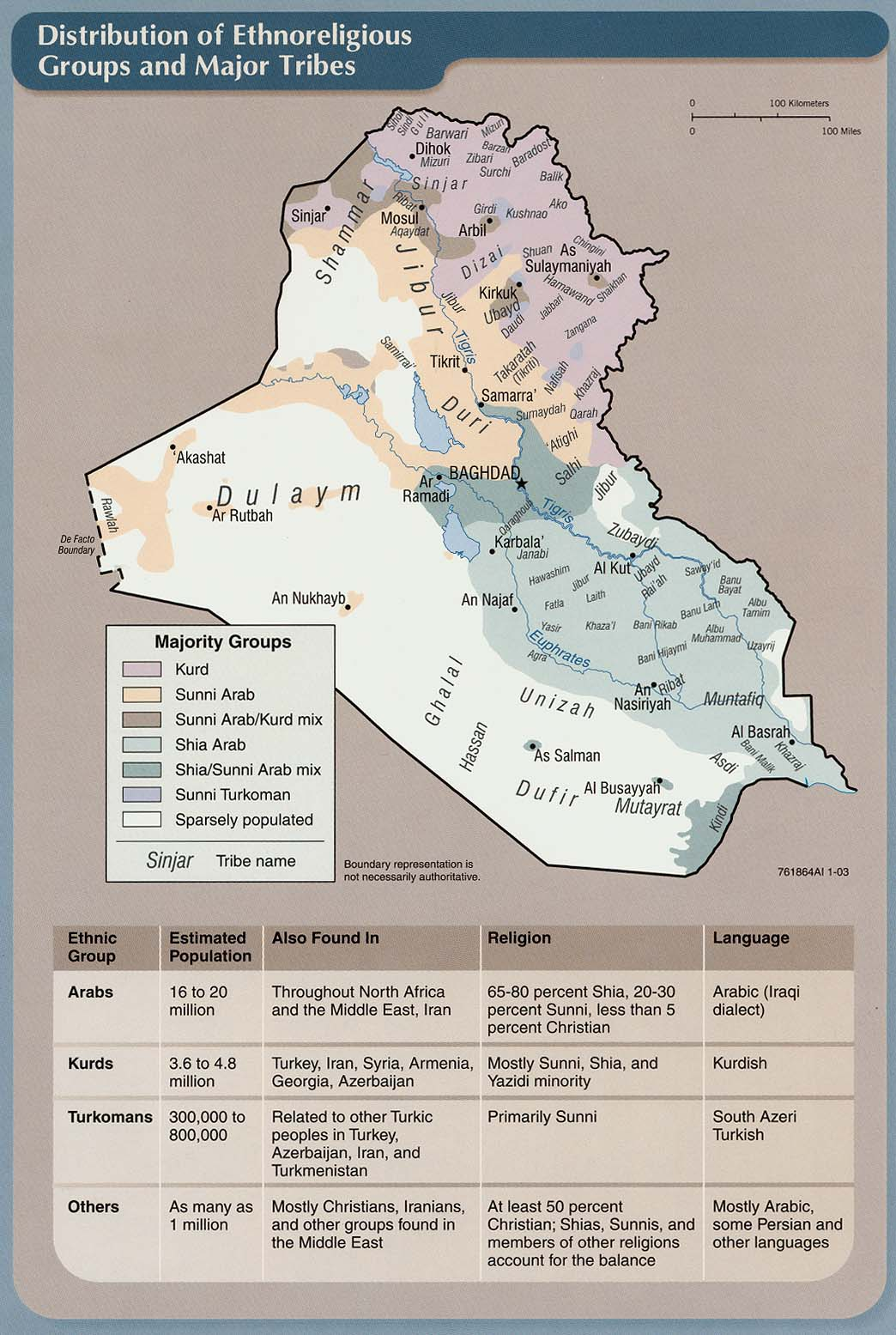
이라크의 민족종교 집단 분포를 나타내는 2003년 CIA 팩트북 지도.

바그다드는 수 세기 동안 이슬람 학문의 중심지이었고 아바스 왕조의 수도 역할을 했었다. 카르발라는 시아파에 있어 상당한 중요성을 가지고 있어, 이에 따라 680년 10월 10일 오늘날 있던 장소에서 벌어진 카르발라 전투가 일어나기도 했다. 유사히, 나자프는 알리 이븐 아비 탈리브의 무덤이 있는 것으로 유명하다. 시아파는 알리가 정당한 칼리프이자 최초의 이맘으로 본다. 나자프는 비록 그의 무덤이 논란의 대상이기는 하지만 현재 시아파 국가들에서 온 순례자들의 중심지이며 메카와 메디나 다음으로 이슬람교 순례자들이 많이 찾는 것으로 추측된다.
쿠파는 유명한 수니파 신학자 아부 하니파의 본거지였으며, 그의 사상은 전세계적으로 상당한 수의 수니파 신자들이 따르고 있다. 마찬가지로, 사마라는 각각 10세기와 11세기의 시아파 이맘들인 알리 알하디와 하산 알아스카리 등의 영묘가 위치한 알아스카리 모스크가 있는 곳으로, '은둔한 이맘'으로 알려진 자파리파의 열두 번쨰이자 마지막 이맘인 무함마드 알마흐디의 성소 또한 위치해 있다. 이런 점은 자파리파계 시아파 무슬림들에게 있어 이곳을 중요한 순례지가 되게 했다. 추가적으로, 이슬람교 선지자 무함마드의 일부 여성 친척들이 사마라에 묻혀, 시아파에는 가장 중요한 숭배 장소로 수니파에는 공경받는 장소가 되었다.
이라크 내에는 소규모 이슬람 종파들도 존재하며 소규모 시아파 종단인 샤키파 공동체가 바스라와 카르발라에 집중되어 있다.

### 아랍인
이라크의 아랍인들은 시아파와 수니파가 섞여 있다. 아랍계 수니파들은 주로 이른바 순니 삼각지대에 거주하나, 아랍계 시아파들이 주로 살고 있는 이라크 남동부에도 공동체들이 존재한다. 수도 바그다드는 아랍계 수니파와 시아파 신자들과 더불어 다른 종교 신도들이 섞여 있다.

### 쿠르드인
이라크의 쿠르드인들은 98%가 수니파이고. 2%는 수소의 시아파계 페일리 집단이 있다. 대부분의 쿠르드인들은 이라크 북부에 있다. 대부분의 이라크 쿠르드인 이슬람교도들은 이슬람율법에 있어서 샤피이파를 따르고, 그 외는 카디리야파나 나크시반디파 계열 수피파의 타리카를 따른다.

### 투르크멘/투르코만
이라크 투르크멘 중 대략 75%가 수니파이며, 약 25%는 시아파를 따른다. 전체적으로 보면, 대부분의 이라크 투르크멘들은 터키 공화국에서 따르는 정교(政敎) 문제에 있어서 세속주의적 해석을 흡수했기에 세속주의자이다. 이라크의 정치 문화 내 내재하는 종교적 그리고 부족적 특성과 긴장 사태는 이라크 투르크멘 수니파와 시아파에 대단한 영향을 미치지 못하고 있다.

## 기독교
기독교는 사도 토마, 에데사의 타데오 그리고 이들의 제자들인 아가기, 마리를 통해 서기 40년대에 이라크에 전해졌다. 토마와 타데오는 12 사도에 포함된다. 이라크의 토착민들인 아시리아인들은 이라크 인구의 약 3%이고 (초기 CIA 팩트북), 대부분 이라크 북부에 살며 니나와주와 다후크주 등에 집중되어 있다.
1950년에 기독교인들은 이라크 인구 당시 500만 명 중에 10-12%를 차지했을 것이다. 이들은 1987년에는 인구 1,630만 명 중 8% 또는 140만 명이었고 2003년에는 2,600만 명 중 150만 명이었다. 1970년대 이래로 이민이 증가하였다. 2002년, 이라크의 기독교 인구는 120-210만 명이었다.
2003년 이라크 전쟁 발발 이래로, 공식적인 인구 조사는 없었으나 2022년에, 이라크의 지도자들은 2022년에 기독교인 150,000명이 있다고 주장하였다. 하지만, 가톨릭교도만 295,000명에 이른다는 또 다른 추정치도 있다.
이라크 기독교인들은 네 개 종파로 나뉜다:
- "칼데아 교회" (칼데아 가톨릭교회)
- "아시리아 교회" 또는 '네스토리우스 교회" 집단 (아시리아 동방교회)와 (동방 고대교회)
- "서방 시리아 교회" 또는 자코바이트 집단" (시리아 정교회)
- "동방 정교회" 집단 (안티오키아 그리스 정교회 관할 하에 있는 바그다드 대교구)

## 야지디교

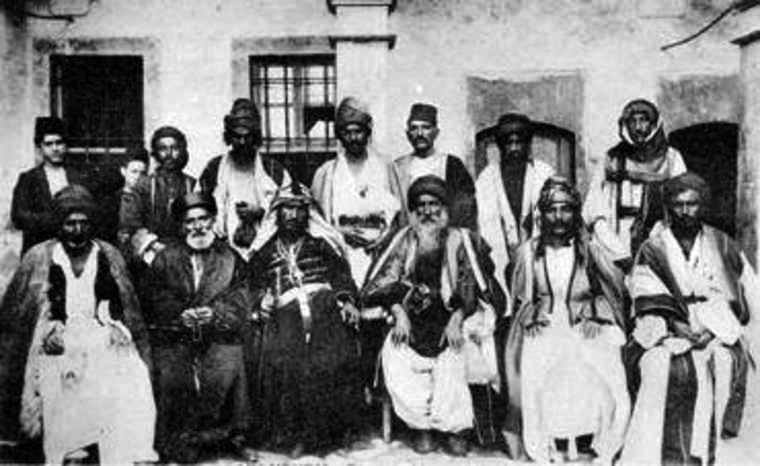
1895년경 모술에서 칼데아 교회의 대주교 아우디슈 5세 카이야스를 만나는 야지디인 지도자들

야지디인들은 이라크 내 650,000명이 넘는 집단이다. 야지디교는 이슬람 시대 이전 때로 거슬러 올라간다. 모술이 야지디교의 주요 성지이다. 가장 신성시 되는 야지디교의 성소는 랄리쉬의 네크로폴리스에 위치한 셰이크 아디 성소이다.

## 조로아스터교
조로아스터교는 이슬람 이전까지 북부 메소포타미아의 우세적인 종교 중 하나였다. 최근에, 조로아스터교는 이라크 쿠르디스탄과 이란에서 종교로서 공식 공인되었다.
조로아스터교는 쿠르드인들, 그 중에서도 쿠르드가 통제하는 북부 이라크에서 빠르게 성장하는 종교가 되어가고 있다. 조로아스터교가 쿠르드의 문화와 밀접한 연관성이 있기 때문에, 이 지역 내 최근 들어 조로아스터교의 재탄생이 일어났고, 2015년 8월에 들어서 쿠르드 지방정부 (KRG)는 조로아스터교를 쿠르드령 이라크 내 종교로 공식 승인하였다. 여지가 있기는 하지만 세계에서 가장 오래된 일신교 종교인, 조로아스터교(쿠르드어로는 자르다슈티Zardashti)는 최근에 들어서기 전까지 거의 사라졌었다. 쿠르디스탄 내 조로아스터교 부흥 단체인 야스나 (Yasna)에 따르면, 2014년 이래로 대략 15,000명이 이 단체에 등록했으며, 그들 중 대다수가 이슬람교에서 개종했다고 한다. 이라 쿠르디스탄의 사람들은 2015년 이래로 이슬람교에서 조로아스터교로 개종하고 있으며, 최초의 새로운 조로아스터교 사원이 지어져 2016년에 문을 열었다.
많은 쿠르드인들이 이슬람교에서 조로아스터교로 개종했으며, 특히 IS의 이라크 쿠르디스탄 공격 이후로 두드러졌다. 쿠르드 이슬람교도들의 한때 조상들의 종교였던 조로아스터교로 개종 급증은 ISIS 테러리스트 집단이 저지른 폭력과 야만 행위 이후 이슬람교에 대한 환멸에서 크게 기인한다.
2016년 9월 21일, 이라크 쿠르디스탄 내 첫 공식 배화신전이 술라이마니야에 문을 열었다. 신도들은 의식용 불을 붙이고 다프(daf)로 불리는 프레임 드럼을 치는 행사에 참석했다.
이라크 내 조로아스터교 신자들에 대한 정확한 수는 없는데 정부가 발행한 문서들에는 이들이 '이슬람교도'로 기재되어 있기 때문이다.

## 만다야교

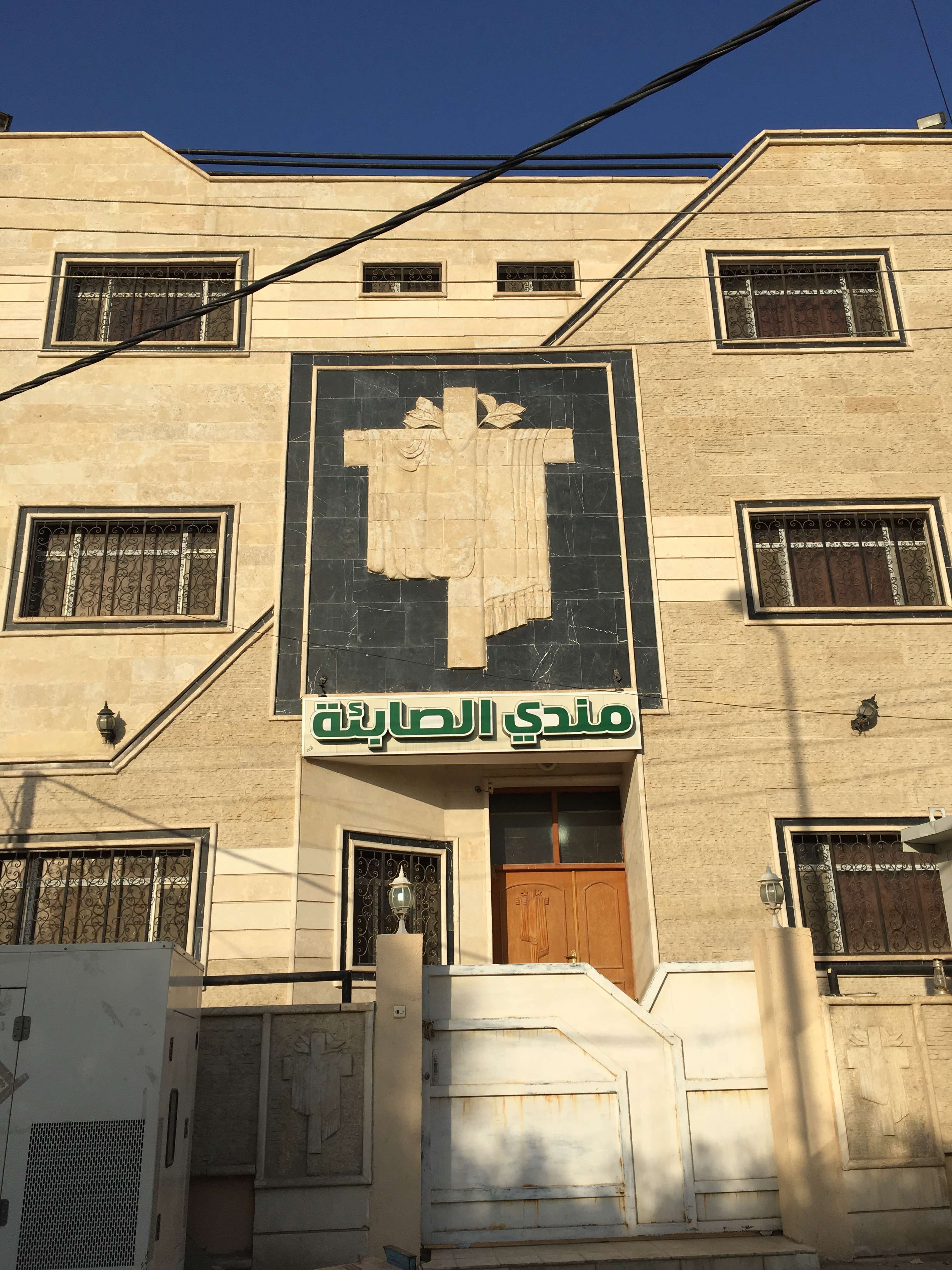
2016년 이라크 남부 나시리야에 있는 만디

만댜야교인들에 대한 역사를 전하는 경전인 '하란 가와이타'에 따르면, 만다야교인들은 아르타바누스 2세 시기 파르티아 제국에 도착하였으며, 이후 바빌로니아 남부로 이주했다고 한다. 이는 만다야교인들의 이라크 내 존재가 대략 2,000년 이상 되었음을 나타내는 것일 수도 있으며, 조로아스터교와 유대교에 이어 이라크 사회 내 세 번째로 지속적으로 이어지고 있는 오래된 종교로 만들었다. 하지만 만다야교인들은 일신교 신앙이 자신들의 초대 선지자인 아담 때로 거슬러 올라간다고 하며 자신들이 유대교와 기독교보다 오래되었다고 믿는다. 2003년 이라크 전쟁 발발 전까지, 추정상  이라크 내에 만다야교인들이 약 60,000명이 살았다고 한다. 이라크 내 만다야교의 존재에 대한 가장 오래된 독자적 입증 자료는 카바예 자르토슈트에 있는 카르티르 비문이다. 만다야 신양은 마지막으로 현존하는 영지주의 종교로 흔히 알려졌다. '야히아 유한나'(Yahia Yuhanna)로 알려진 세례자 요한은 마지막 만다야교의 선지자이자 최초의 진실된 만다야인들의 지도자 (Ris'Amma)라고 여겨진. 대부분의 이라크 만다야교인들은 매 일요일마다 흐르는 물에서 침수 (세례) 행위를 하기 때문에 물가 근처에 산다. 아마라, 나시리야, 바스라 등에 거주 비율이 가장 높다. 이라크 남부와 이란의 아바즈 외에도, 다수의 만다야교인들을 티그리스강에 쉽게 접근할 수 는 바그다드에서 찾아볼 수 있다.

## 유대교
유대교는 바빌론의 왕 네부카드네자르 2세 시기 이라크에 처음 전래되었다. 이는 바빌론 유수가 가져온 결과 일부였다. 이스라엘에서 6일 전쟁 이후에 벌어진 폭동이 이라크 내 유대인들 다수가 피난을 가게 하였다. 2008년 이라크에 주둔하던 미군 중에, 유대교 군목(軍牧) 세 명이 있었다. 바그다드 내 유대인들의 추정치는 8명 (2007년), 7명(2008년), 3명 (2022년) 등이 있다.

## 힌두교
ARDA에 따르면 2010년 이라크 내 힌두교인 3,801명 (0.01%)이 있었다고 한다. 2020년경 ARDA에 의하면, 이라크 내에 추정치 힌두교인 2,800 명 (0.01%)가 있다고 하였다.

## 시크교
2020년에, 시크교도가 이라크 인구의 추정치 0.02% 또는 5,600명에 이르다고 추정되었다.
구루 나나크 데브 (시크교 창시자)가 1511년경인 16세기 초 바그다드에 왔다고 여겨진다. 2023년 3월, 인도 정부는 델리를 방문한 이라크의 국가 안전 보자관 카셈 알아라히(Qasem Al-Araji)를 통해 시크교 창시자 구루 나나크가 이슬람권을 여행했을 당시 바그다드를 방문한 것을 기념하여 지어진 옛 시크교 사원인 바바 나나크 성소를 보수해달라는 공식 요청을 하였다.

## 종교의 자유
이라크 헌법은 이슬람교가 이라크의 국교라 명시하고 있다.
2023년, 이라크는 종교의 자유에 있어 4점 만점에 1점을 기록했다.

## 같이 보기
- 이라크의 종교의 자유
- 이라크의 기독교
- 고대 메소포타미아 종교
- 이라크의 문화
- 이라크의 인구